# Zavallea, Camenița
Zavallea (în ucraineană Завалля) este localitatea de reședință a comunei Zavallea din raionul Camenița, regiunea Hmelnîțkîi, Ucraina.

## Demografie
Componența lingvistică a localității Zavallea
     Ucraineană (98,97%)
     Alte limbi (1,03%)
Conform recensământului din 2001, majoritatea populației localității Zavallea era vorbitoare de ucraineană (98,97%), existând în minoritate și vorbitori de alte limbi.